# Lyle en Erik Menendez
Joseph Lyle Menendez (New York, 10 januari 1968) en Erik Galen Menendez (Blackwood (New Jersey), 27 november 1970), samen ook wel bekend als The Menendez brothers (Nederlands: De Menendez broers), zijn Amerikaanse broers die in 1996 veroordeeld werden voor de moord op hun ouders, José en Kitty Menendez, in hun huis in Beverly Hills in 1989.

## Leven voor de moord

### Ouders
José Enrique Menendez werd geboren op 6 mei 1944 in Havana, Cuba. Op zestienjarige leeftijd, kort na het einde van de Cubaanse Revolutie, vluchtte hij naar de Verenigde Staten. José studeerde aan de Southern Illinois Universiteit, waar hij Mary Louise "Kitty" Andersen ontmoette (1941-1989). De twee trouwden in 1963 en verhuisden naar New York.

### Beginjaren
Hun eerste zoon Joseph Lyle werd op 10 januari 1968 in New York geboren; zijn roepnaam is Lyle. Na de geboorte verhuisde het gezin naar New Jersey. Hier werd op 27 november 1970 hun jongste zoon Erik Galen geboren. Het gezin woonde een aantal jaar in Hopewell Township, waar beide broers naar de Princeton Day School gingen. Toen hun vader was gepromoveerd tot CEO bij het bedrijf Live Entertainment verhuisde het gezin naar Beverly Hills, Californië.
Lyle ging naar de Princeton-universiteit, waar hij wegens slechte cijfers een academische proeftijd kreeg en uiteindelijk werd geschorst wegens plagiaat.
Erik ging naar de Beverly Hills High School en blonk uit met zijn tennistalent, waarmee hij in de Verenigde Staten als junior op de 44e plaats gerangschikt werd. Ongeveer twee weken voor de moord wist hij zich in 1989 te kwalificeren voor de Boys' Junior National Tennis Championship.

## Moord op hun ouders
Op zondagavond 20 augustus 1989 keken José en Kitty televisie in de studeerkamer van hun landhuis in Beverly Hills toen Lyle (destijds 21 jaar) en Erik (destijds 18 jaar) de studeerkamer binnenkwamen met Mossberg-12-gauge-jachtgeweren. De broers beschoten hun vader zes keer, waaronder een dodelijk schot in zijn achterhoofd. Hun moeder beschoten ze in totaal tien keer. Voordat ze stierf, viel ze op de grond en kroop weg, terwijl Lyle terug naar zijn auto ging om het geweer te herladen en terugkeerde om het fatale schot in haar gezicht af te vuren.
Direct na de moorden bleven beide broers in eerste instantie in het huis, in de verwachting dat de politie meteen zou komen vanwege het geluid van de schoten. Toen de politie niet direct kwam opdagen, kochten de broers bioscoopkaarten en gingen ze naar een eetfestival. Toen ze daarvan terugkwamen, belden ze huilend de politie en zeiden dat ze hun ouders vermoord thuis hadden aangetroffen.
In de maanden die op de moord volgden, begonnen de broers rijkelijk geld uit te geven aan luxe artikelen, zaken en reizen. Tevens gaven ze geld uit aan sideline-tickets van een basketbalwedstrijd in Madison Square Garden. Tijdens deze wedstrijd werd een foto genomen voor een basketbalkaartje van Mark Jackson; hierop waren de Menéndez-broers op de achtergrond zichtbaar. Gezamenlijk gaven de broers vanaf de moord tot en met hun arrestatie ongeveer 700 duizend Amerikaanse dollar uit.

### Arrestatie
Twee maanden na de moord bekende Erik de moord op zijn ouders aan zijn psycholoog, Jerome Oziel. Oziel meldde dit niet bij de autoriteiten, maar wist met zijn geheimhoudingsplicht het vertrouwen van de broers te winnen en nam hun gesprekken op. Oziel deelde deze informatie vervolgens met zijn minnares, Judalon Smyth. Nadat zij door Oziel was gedumpt, ging zij in een vlaag van woede naar de politie om de betrokkenheid van de broers aan te geven. Hierop werd Lyle op 8 maart 1990, bijna zeven maanden na de moord, gearresteerd. Erik gaf zichzelf drie dagen later aan, nadat hij vanuit Israël was teruggekeerd naar Los Angeles. Beiden werden zonder borgtocht vastgehouden.

## Rechtszaken
In augustus 1990 oordeelde rechter James Albrecht dat de opnamen van de gesprekken  tussen Erik en Oziel toelaatbaar bewijsmateriaal waren, aangezien Oziel verklaarde dat Lyle hem bedreigde en hiermee de geheimhoudingsplicht tussen arts en patiënt schond. De broers tekenden beroep aan tegen de uitspraak van Albrecht, waarna het proces twee jaar werd uitgesteld. Het hooggerechtshof van Californië oordeelde in augustus 1992 dat de meeste opnames toelaatbaar waren, met uitzondering van de tape waarop Erik de moorden besprak. Na dat besluit vaardigde een jury van Los Angeles County in december 1992 aanklachten uit, waarin de broers werden beschuldigd van de moord op hun ouders.
De moordzaak van de broers ging de wereld over, mede doordat Court TV het proces, dat op 20 juli 1993 van start ging, op televisie uitzond. Vertegenwoordigd door hun advocaat, Leslie Abramson, verklaarden de broers dat ze hun ouders hadden vermoord uit angst voor hun eigen leven na een leven lang misbruik door hun ouders, vooral seksueel misbruik door hun vader, en beschreven hem als een wrede perfectionist en pedofiel. Hun moeder omschreven zij als een mentaal instabiele alcoholist en drugsverslaafde die het gedrag van haar man aanmoedigde en ook gewelddadig was tegen de broers. Het verhaal van de broers werd ondersteund door een neef die getuigde dat Erik hem vertelde over het seksueel misbruik toen hij en Erik nog kinderen waren. Een nicht getuigde dat toen Lyle acht jaar was hij over het seksueel misbruik tegen haar vertelde; toen zij dit aan de moeder van de broers vertelde, zou Kitty het verhaal ontkend hebben.
Erik verklaarde dat hij zijn broer een aantal weken voor de moorden had verteld over het seksueel misbruik dat hijzelf had ondervonden. Dit leidde tot meerdere confrontaties binnen het gezin. De broers getuigden dat hun vader dreigde hen te vermoorden als ze het misbruik niet geheim zouden houden. Ze beweerden dat de laatste confrontatie op 20 augustus 1989 plaatsvond in de studeerkamer van hun huis, een paar minuten voordat ze hun ouders vermoordden. Zij verklaarden dat hun vader de deur van de studeerkamer had gesloten, wat ongebruikelijk was. Paranoïde en bang dat ze door hun ouders zouden worden vermoord, gingen Lyle en Erik naar buiten om hun jachtgeweren te laden en het heft in eigen hand te nemen.
Volgens de aanklager waren de moorden gepleegd uit financieel gewin. Dit verhaal werd versterkt door alle exorbitante uitgaven die de broers na de moord deden. Deze theorie werd betwist  door het verdedigingsteam, dat beweerde dat de broers niet dachten dat ze een erfenis zouden krijgen.

### Uitspraak
De rechtszaak eindigde in 1994 tot twee keer toe met een verdeelde jury. Als gevolg daarvan werd de eerste rechtszaak nietig verklaard en werden de broers opnieuw berecht. De tweede rechtszaak ging op 23 juli 1995 van start en kreeg minder bekendheid, mede doordat rechter Stanley Weisberg geen camera's in de rechtszaal toestond. Toen de tweede rechtszaak ten einde liep, oordeelde rechter Weisberg dat het 'misbruik-excuus'-argument niet kon worden gebruikt in de zaak. Met deze uitspraak werden de juryleden in wezen gedwongen om te beslissen tussen de broers volledig vrij te laten of hen te veroordelen voor moord. De jury ging hiermee akkoord en accepteerde daarmee het argument van de aanklager; dat de broers hun ouders hadden vermoord om het familiefortuin te erven. Hiermee verwierp de jury de bewering van de verdediging dat de moorden een reactie waren op misbruik.
De broers werden op 2 juli 1996 veroordeeld op basis van twee aanklachten voor moord met voorbedachten rade en samenzwering tot moord. Ze kregen een levenslange gevangenisstraf zonder mogelijkheid tot vervroegde vrijlating.

## Na de veroordeling

### Gevangenissen
Na de veroordeling van de broers in 1996 werden zij gescheiden gevangengezet. Lyle werd in de Mule Creek State Prison in Californië geplaatst. Erik werd in eerste instantie in Pleasant Valle State Prison in Californië geplaatst, tot hij naar de Richard J. Donovan Corretional Facility nabij San Diego werd overgeplaatst.
In februari 2018 werd Lyle overgebracht naar dezelfde gevangenis als zijn broer, maar wel in een aparte vleugel ondergebracht. In april 2018 werden de broers naar dezelfde vleugel in de gevangenis gebracht en zagen ze elkaar voor het eerst na 22 jaar terug.

### Aanvraag nieuwe hoorzitting
In mei 2023 vroegen de broers om een nieuwe hoorzitting door documenten in te dienen die gebaseerd waren op pas ontdekt bewijsmateriaal, waaronder bewijsmateriaal waaruit zou blijken dat hun vader ook boybandlid Roy Rosseló seksueel misbruikt zou hebben. Rosseló verklaarde op 18 april 2023 in de Today Show dat hij, toen hij veertien jaar oud was, was gedrogeerd en verkracht door de vader van de broers Menendez.
Op 3 oktober 2024 maakte de officier van justitie van Los Angeles, George Gascón, tijdens een persconferentie bekend dat het openbaar ministerie een nieuw onderzoek start naar nieuw verkregen bewijsmateriaal in de zaak van de Menendez broers. Gascón en zijn kantoor onderzocht en beoordeelde het nieuwe bewijsmateriaal en kwam drie weken later, op 24 oktober 2024, met een nieuwe persconferentie. Tijdens deze persconferentie gaf Gascón aan dat hij gelooft dat de broers hun schuld aan de maatschappij hebben ingelost en dat hij aan de rechter zal adviseren de broers opnieuw te veroordelen tot 50 jaar cel; omdat de broers ten tijde van de moord onder de 26 jaar oud waren en dus als jeugdige dader worden berecht, zouden ze bij een nieuwe vonnis per direct in aanmerking komen voor voorwaardelijke vrijlating.

## In de media

### Documentaires
- 2000: Menendez Brothers – Blood Brothers
- 2015: Barbara Walters Presents: American Scandals; de broers stonden centraal in de aflevering Menendez Brothers: The Bad Sons
- 2016: Snapped
- 2017: Truth and Lies: The Menendez Brothers – American Sons, American Murderers
- 2017: The Menendez Murders: Erik Tells All
- 2017: How it Really Happened – with Hill Harper; de broers stonden centraal in de aflevering The Menéndez Brothers: Murder in Beverly Hills
- 2020: How They Were Caught: The Menendez Brothers
- 2021: Inside the Menendez Movement
- 2022: Menendez Brothers: Misjudged?
- 2023: Menendez + Menudo: Boys Betrayed
- 2024: Mastermind: To Think Like a Killer; in de derde aflevering To Defend a Killer
- 2024: The Menendez Brothers

### Films
- 1994: Menendez: A Killing in Beverly Hills, met acteurs Damian Chapa en Travis Fine als de broers
- 1994: Honor thy Father and Mother: The True Story of the Menendez Murders, met acteurs Billy Warlock en David Béron als de broers
- 2017: Menendez: Blood Brothers, met acteurs Nico Tortorella en Myko Olivier als de broers[39]

### Televisieseries
- 2017: Law & Order True Crime: The Menendez Murders, met acteurs Gus Halper en Miles Gaston Villanueva als de broers
- 2024: Monsters: The Lyle and Erik Menendez Story, als tweede serie in de Monster-reeks[40] met acteurs Nicholas Alexander Chavez en Cooper Koch als de broers[41]

Daarnaast zijn de broers en de zaak in de loop der jaren in verschillende televisieseries vermeld, onder meer in Law & Order, The Fresh Prince of Bel-Air, The People v. O. J. Simpson: American Crime Story en de That '90s Show.